# Caltenco
Caltenco är en ort i Mexiko.   Den ligger i kommunen Tochtepec och delstaten Puebla, i den sydöstra delen av landet, 150 km öster om huvudstaden Mexico City. Caltenco ligger 2 016 meter över havet och antalet invånare är 4 761.
Terrängen runt Caltenco är platt söderut, men norrut är den kuperad. Terrängen runt Caltenco sluttar söderut. Runt Caltenco är det ganska tätbefolkat, med 239 invånare per kvadratkilometer. Närmaste större samhälle är Tecamachalco, 9,0 km öster om Caltenco. Trakten runt Caltenco består till största delen av jordbruksmark.